# Annelous Lammerts
Annelous Lammerts (1 de novembro de 1993) é uma velejadora neerlandesa. Ela venceu a Regata Allianz da Copa do Mundo Hempel de 2022 e a medalha de prata no Campeonato Europeu de Fórmula Kite de 2023. Lammerts ganhou uma medalha de bronze nas Olimpíadas de Paris de 2024 no evento inaugural feminino de Formula Kite.

## Carreira
Lammerts nasceu na vila de Rockanje em 1993. Ela morava a 17 km da praia, o que lhe permitia satisfazer seu amor pelo kite em todos os dias de vento depois de pedalar até a praia. Quando ela estava trabalhando, era em uma loja de kite, o que lhe permitia praticar mais durante os intervalos. As férias eram no Brasil para que ela pudesse praticar mais durante os invernos holandeses. Ela começou a praticar kitesurf no estilo park e em 2017 conquistou o título da Ladies Kite Park League.
Em junho de 2022, Lammerts venceu a Hempel World Cup Allianz Regatta em Lelystad com ventos fracos, derrotando a espanhola Gisela Pulido que ficou com a prata, a israelense Gal Zukerman que ficou com o bronze e Maya Ashkenazi ficou em quarto lugar. Esta foi sua primeira grande vitória em uma regata.
Lammerts levou a medalha de prata no Campeonato Europeu de Fórmula Kite de 2023 em Portsmouth, que a atleta britânica Ellie Aldridge venceu. O terceiro lugar foi para o francês Poema Newland. Lauriane Nolot, a campeã mundial, notavelmente não estava em Portsmouth para aquele evento.
Lammerts foi selecionada para competir nas Olimpíadas de 2024 e um novo traje foi desenvolvido para ela pela Universidade de Tecnologia de Delft. O traje foi projetado usando novos materiais, experiência e um túnel de vento. O traje cria melhorias aerodinâmicas que podem economizar segundos enquanto ela surfa a velocidades de até 70 km/h. O traje também resiste a cortes que são um perigo ao fazer windfoiling. Ela levou a medalha de bronze no evento inaugural feminino de Formula Kite em Marselha.